# Thomas Gage
Thomas Gage brit tábornok (1719 – 1787. április 2.), az Amerikában állomásozó brit csapatok katonai kormányzója volt 1763-tól 1775-ig. Az amerikai függetlenségi háború kezdetén rövid ideig a brit hadsereg főparancsnoka.

## Fiatalkora
Sussex megyében született 1719-ben, a Firle nevű településen. 1728-ban beiratkozott a hírneves Westminster Iskolába, ahol megismerkedett többek között John Burgoyne-nal, Richard Howe-al, Francis Bernarddal és George Sackville Germainnal. Az iskola befejezése után belépett a brit hadseregbe. Első rendfokozata zászlós volt, majd később, 1741. január 30-án hadnagyi rangot vásárolt magának az 1. Northamptoni Ezrednél. 1742-ben a Battereau gyalogosezredhez került főhadnagyi rangban.
1743-ban kapitánnyá léptették elő, és 1745-ben Earl of Albemarle szárnysegédjeként szolgált a fontenoy-i ütközetben, valamint a cullodeni csatában. 1747 és 1748 folyamán németalföldi bevetéseken vett részt, valamint őrnagyi rangot vásárolt magának. 1751 márciusában átkerült az 55. Gyalogosezredhez, immáron alezredesi rangban.

## Visszatérése Angliába
1775. október 10-én visszahívták Angliába. Howe tábornok vette át a szerepét, mint az amerikai brit csapatok főparancsnoka. A kormányhoz intézett beszámolójában ismét kiemelte korábbi véleményét, miszerint szükség lesz nagyobb haderők hosszantartó bevetésére a lázadók leverése érdekében és szükség lenne idegen zsoldosok felfogadására is. 1776 áprilisában George Sackville Germain, az Amerikai Gyarmatok államtitkára hivatalosan is Howe tábornokra ruházta az angol erők fővezéri tisztségét.
1781 áprilisában Gage-et ismét aktív szolgálatba helyezték, és Amherst tábornok megbízta egy lehetséges francia betörés elleni védelem megszervezésével. A következő évben Gage (ezredesi rangban) átvette a 17. könnyűlovasság parancsnokságát. Isle of Portlanden halt meg, 1787. április 2-án.